# Wesley Cox
Wesley J. Cox, född 27 januari 1955 i Louisville i Kentucky, död 17 november 2024, var en amerikansk professionell basketspelare (SF) som tillbringade två säsonger (1977–1979) i den nordamerikanska basketligan National Basketball Association (NBA), där han spelade för Golden State Warriors.
Under sin NBA-karriär gjorde Cox 342 poäng (4,6 poäng per match), 23 assists samt 206 rebounds, räddningar från att bollen ska hamna i nätkorgen, på 74 grundspelsmatcher.
Han draftades av Golden State Warriors i första rundan i 1977 års draft som 18:e spelare totalt.
Innan Cox blev proffs studerade han vid University of Louisville och spelade för deras idrottsförening Louisville Cardinals.
Efter spelarkarriären arbetade han bland annat som juridisk handläggare (paralegal); lärare samt med ekonomisk tillväxt för countyt Jefferson County.
Den 17 november 2024 avled Cox.